# 内索
内索（義大利語：Nesso），是意大利科莫省的一个市镇，位于米兰以北50公里。总面积15平方公里，人口1302人，人口密度86.8人/平方公里（2009年）。ISTAT代码为013161。